# Douglas Lilburn
Douglas Gordon Lilburn (Whanganui (Nova Zelanda), 2 de novembre, 1915 - Wellington (Nova Zelanda), 6 de juny, 2001) va ser un compositor neozelandès.

## Joventut
Lilburn va passar els seus primers anys a la granja familiar d'ovelles a la vall superior del riu Turakina a Drysdale. Va assistir a la "Waitaki Boys' High School" de 1930 a 1933, abans de traslladar-se a Christchurch per estudiar periodisme i música durant els tres anys següents al "Canterbury University College", llavors part de la Universitat de Nova Zelanda. El 1936 la seva carrera musical es va establir quan el seu poema sonor Forest va guanyar el concurs nacional de composició del compositor visitant Percy Grainger. El 1937 va començar a estudiar al Royal College of Music de Londres, amb la tutorització de composició per Ralph Vaughan Williams fins al 1939. Els dos homes es van mantenir a prop: en anys posteriors, Lilburn va enviar a Vaughan Williams regals de mel de Nova Zelanda, sabent que al gran home li agradava. Les cartes d'agraïment de Vaughan Williams el 1947 i el 1948 ho confirmen.
Les primeres obres de Lilburn mostren la influència de Jean Sibelius; el poema simfònic Forest (1936), en què Lilburn representa el paisatge de tardor del mont Peel al sud de Canterbury, troba el seu compositor, segons Robert Hoskins, "seguint Sibelius a través dels boscos ombrívols, mantenint la seva pròpia distància, però mesurant la seva pròpia vacil·lació fins que pren el seu propi camí." A més, el Phantasy Quartet (1939) conté "pizzicats sibelians".

## Carrera
Lilburn va tornar a Nova Zelanda el 1940 i va ser director convidat a Wellington durant tres mesos amb la "NBS String Orchestra". Es va traslladar a Christchurch el 1941 i va treballar com a compositor i professor autònom fins al 1947. Entre 1946 i 1949 i de nou el 1951, va ser compositor resident a les Escoles de Música d'Estiu de Cambridge.
Durant aquests anys va estar molt involucrat en l'activitat artística de Nova Zelanda i es va fer amic d'altres artistes com Allen Curnow, Denis Glover, Rita Angus i Alistair Campbell.
El 1947, Lilburn es va traslladar a Wellington per ocupar un lloc a la Universitat de Victoria com a professor a temps parcial de música. Es va convertir en professor a temps complet el 1949, professor titular el 1955, va ser nomenat professor associat de música el 1963 i professor amb una càtedra personal de música el 1970. Després de visites a estudis a Europa i Canadà el 1963, Lilburn va fundar la música un estudi de música electrònica a la universitat el 1966 —el primer a "Australàsia"— i en va ser el director fins al 1979, un any abans de la seva jubilació.

## Anys posteriors
Lilburn va rebre un Doctorat Honoris Causa per la Universitat d'Otago el 1969 i el 1978 va rebre la "Citation for Services to New Zealand Music" de l'Associació de Compositors de Nova Zelanda. El 6 de febrer de 1988, Lilburn es va convertir en la vuitena persona designada per l'Orde de Nova Zelanda.
Els premis i beques inclouen:
- el Concurs Percy Grainger, 1936, pel seu poema de to Forest
- el "Cobbett Prize, Royal College of Music", 1939 per Fantasia per a quartet de corda
- la Beca Foli i el Premi Hubert Parry, Royal College of Music, 1939
- tres de quatre dels premis dels concursos nacionals de celebracions musicals del centenari de Nova Zelanda, 1940
- Premi Philip Neill Memorial 1944.

Lilburn va ser fundador de "Wai-te-ata Music Press" el 1967 i del Lilburn Trust de la Biblioteca Alexander Turnbull, Wellington, 1984. Els seus escrits inclouen A Search for Tradition, una xerrada donada a la primera Escola d'Estiu de Música de Cambridge el gener de 1946 (Alexander Turnbull Library, Wellington 1984) i A Search for Language, una conferència oberta de la Universitat d'Otago, març de 1969 (Alexander Turnbull Library, 1985).

## Llegat
L'antiga casa de Lilburn, al 22 Ascot Street, va ser comprada pel "Lilburn Residence Trust", un fideïcomís benèfic amb seu a Wellington, el 5 d'agost de 2005. Actualment, el fideïcomís ofereix l'ús de la residència al compositor Creative New Zealand/Jack C. Richards. en residència a l'Escola de Música de Nova Zelanda.
El Lilburn Trust finança els premis de composició i rendiment dels estudiants a cinc universitats de Nova Zelanda. El fideïcomís s'administra sota l'"Alexander Turnbull Library Endowment Trust".
L'Orquestra Simfònica de Nova Zelanda ha enregistrat la majoria de les obres més importants de Lilburn, incloses les tres simfonies compostes entre 1949 i 1961 i moltes de les altres obres simfòniques. La seva A Song of Islands va ser estrenada a Amèrica el 17 de novembre de 2012 per l'Orquestra Filharmònica de Fort Wayne, dirigida per James Judd, l'antic director musical de l'Orquestra Simfònica de Nova Zelanda.
L'auditori Douglas Lilburn forma part del complex més ampli de l'Ajuntament de Christchurch.

## Vida personal
Encara que va tenir una aventura amb la pintora Rita Angus, que va quedar embarassada però va avortar, la seva vida posterior es va caracteritzar per relacions íntimes amb homes.

## Principals composicions
- Drysdale Overture (1937)
- Forest, poema tonal (1936)
- Phantasy Quartet, per a quartet de corda (1939)
- Aotearoa, obertura per a orquestra (1940)
- Festival Overture (1940)
- Landfall in Unknown Seas per a narrador i orquestra
- Canzonetta per a violí i viola (1942)
- A Song of Islands per a orquestra (1946)
- First Symphony (1949)
- Second Symphony (1951)
- Sings Harry, cicle de cançons per a baríton (1954)
- Suite per Solo Viola (1954, revisad 1955)
- Suite for Orchestra (1955)
- A Birthday Offering per a orquestra (1955)
- Three Songs per a baríton i viola (1958)
- Third Symphony (1961)
- Processional Overture (1961/85)
- Five Toronto Pieces (1963)
- The Return (1965)
- Nou peces curtes per a piano (1966)
- Five Toronto Pieces (1969)
- Three Inscapes (1972)
- Soundscape with lake and river (1979)
- Three Sea Changes (1981)
- Piano Sonata No. 1 in C minor, Op. 1 (1932)
- Piano Sonata No. 2 in G minor (incompleta 1937)
- Piano Sonata No. 3 in FPlantilla:Sharp minor (1939)
- Piano Sonata No. 4 in A minor (1939)
- Piano Sonata No. 5 (1949)
- Piano Sonata No. 6 (1956)

## Premis
Saló de la fama de la música de Nova Zelanda

El "New Zealand Music Hall of Fame" va ser creat l'any 2007 per Recorded Music NZ (aleshores coneguda com a Recording Industry Association of New Zealand (RIANZ)) i l'Australasian Performing Right Association (APRA). Douglas Lilburn, va ser nominat a aquest premi el 2014.